# Hjørundfjorden
Hjørundfjorden er en arm af Storfjorden i kommunerne Ørsta og Sykkylven i Sunnmøre i Møre og Romsdal, Norge. Fjorden er 33 kilometer lang, og regnes af mange som en af de smukkeste i verden. Dette skyldes, at den er omkranset af en række spidse bjergtoppe på begge sider. Bjergene rundt om Hjørundfjorden er Sunnmørsalpernes kerneområde.
Længst mod nord er fjorden 2,5 kilometer bred. Den bliver smallere mod fjordbunden. På det dybeste sted er den 441 meter, målt syd for Stavset og 440 meter uden for Molaupen.
Norangsfjorden er en sidefjord til Hjørundfjorden.

## Erhvervsliv
Hovederhvervene i området er landbrug og turisme. Rundt om fjorden ligger rundt 70 små vandløb. Et af disse er Tussevatnet, som har givet navn til kraftselskabet Tussa. Selskapet har i Hjørundfjorden Tussa kraftverk i Bjørke, der udnytter et fald på 637 meter mellem Tussevatn og fjorden. Der er også flere mindre kraftværker langs hele Hjørundfjorden.

## Trafik
Færgeforbindelsen mellem Sæbø og Lekneset er en del af Riksvei 655 mellem Ørsta og Tryggestad i Stranda kommune. Denne strækning betjenes også af en rute mellem Skår, Lekneset, Sæbø, Trandal og Standal. Bebyggelser Skår og Trandal har ingen veje, og for disse er færgeforbindelsen den eneste faste transportforbindelse med omverdenen.
Fra Standal går der vej langs fjorden nordpå til Festøy, hvor Hjørundfjorden går over i Storfjorden. Festøy ligger på strækningen E39. Herfra går der færge til Solevåg på nordsiden af Storfjorden og til Hundeivik på den modsatte side af Hjørundfjorden. E39 går vestpå langs Storfjorden mod Ørsta.

## Lavinefare
Fjorden er meget udsat for laviner og skred. Af de fem største kendte sneskred i Norge, som har kostet mange menneskeliv, har tre ramt Hjørundfjorden eller sidearmen Norangsfjorden: 28 døde i Skylstadskredet 16. februar 1679, samme dag som 27 personer døde i Valsetskredet. 27 mistede livet, da et skred fra bjerget Otóla ramte et brudefølge i tre både på fjorden 1. januar 1770.

## Landsbyer og bebyggelser
- Hjørundfjordstranda
- Trandal

- Norangsfjorden
  - Leknes
  - Urke
  - Øye

- Bondalen
  - Sæbø

- Storfjorden
  - Viddal og Leira
  - Bjørke og Finnes
  - Skjåstaddalen

## Ekstern henvisning
- Hjørundfjordportalen

62°19′N 6°18′Ø / 62.317°N 6.300°Ø